# Dronningebusk
Dronningebusk (Kolkwitzia amabilis) er en løvfældende busk med overhængende vækst. 

## Beskrivelse
Barken er først lysebrun og ru. Senere bliver den sandfarvet og lidt furet. Gamle grene har bark, som skaller af i store, hvide flager. Knopperne er modsatte, smalle og spidse. Bladene er ægformede med lang spids og spredt-tandet rand. Begge sider er lyst matgrønne. Høstfarven er brun til rød. Blomsterne sidder i små bundter i bladhjørnerne. De er klokkeformede og lyserøde med tæt behåring. Frugterne er stivhårede nødder med lange frøhaler. Modne frø ses ikke i Danmark.
Rodnettet består af kraftige, vidt udbredte hovedrødder og mange, fine siderødder.
Højde x bredde og årlig tilvækst: 3 × 3 m (20 × 20 cm/år).

## Hjemsted
Dronningebusk vokser på tørre, solåbne bjergskråninger i Hupeh-provinsen i det vestlige Kina, hvor bunden er porøs og næringsrig, og hvor der er tørre, kolde vintre.
| Portal | Portal:Botanik |